# 群像社
株式会社群像社（ぐんぞうしゃ）は、ロシア文学専門の日本の出版社。1980年に宮澤俊一ほか2名が設立。現代ロシア（旧ソ連）のみならず、アントン・チェーホフの作品研究訳書、ミハイル・ブルガーコフ『巨匠とマルガリータ』やゴーゴリ等の古典新訳も刊行している。
2015年のノーベル文学賞を受賞したスヴェトラーナ・アレクシエーヴィチの作品を、日本で最初に出版（2000年～）していたことでも知られる。
年2回『ロシア文化通信 群』を刊行している。現役の訳者には浦雅春や沼野充義・恭子夫妻、船木裕、安岡治子等がいる。
新刊案内などを目的として、読者向け「群像社　友の会」を設けており、ロシア文学通信『群』が年2回送付されるなどの特典がある。出版活動の下支えも込めた「支援会員」と、「会員」がある。
2015年、第31回梓会出版文化賞特別賞を受賞した。

## 主な刊行物
- スヴェトラーナ・アレクシエーヴィチ著作
  - 『ボタン穴から見た戦争：白ロシアの子供たちの証言』（三浦みどり訳）2000年。
  - 『死に魅入られた人びと：ソ連崩壊と自殺者の記録』（松本妙子訳）2005年。
  - 『戦争は女の顔をしていない』（三浦みどり訳）2008年。

- タラス・シェフチェンコ著作
  - 『叙事詩　マリア』（藤井悦子訳・たなか鮎子絵）2009年。ISBN 9784903619132
  - 『詩集　コブザール』（藤井悦子訳）2018年。ISBN 9784903619903

- ユーラシア文庫
  1. 宮崎信之『バイカルアザラシを追って——進化の謎に迫る』2015年。ISBN 9784903619583
  2. クリメント北原史門『正教会の祭と暦』2015年。
  3. 清水陽子『ユダヤ人虐殺の森——リトアニアの少女マーシャの証言』2016年。
  4. バールィシェフ・エドワルド『日露皇室外交——1916年の大公訪日』2016年。
  5. 廣瀬陽子『アゼルバイジャン——文明が交錯する「火の国」』2016年。ISBN 9784903619668
  6. 富田武・岩田悟編『語り継ぐシベリア抑留——体験者から子と孫の世代へ』2016年。
  7. 笠間啓治『ロシア文学うら話』2017年。
  8. 小山洋司『スロヴェニア——旧ユーゴの優等生』2018年。
  9. 高柳聡子『ロシアの女性誌——時代を映す女たち』2018年。
  10. 先崎将弘『食の宝庫キルギス』2019年。
  11. 高山智『マイヤ・プリセツカヤ——闘う舞姫とその時代』2019年。ISBN 9784903619941
  12. 安野直『ロシアの「LGBT」——性的少数者の過去と現在』2019年。
  13. 本村眞澄『石油・ガス大国ロシア』2019年。
  14. 酒井明司『国策企業ガスプロムの行方』2019年。
  15. 篠原建仁『ロシネフチ——プーチンの巨大石油会社』2020年。
  16. 飯島一孝『ハルビン学院の人びと——百年目の回顧』2020年。
  17. 坂本理沙子『私の音楽留学』2020年。
  18. 高橋浩『日本とソ連・ロシアの経済関係——戦後から現代まで』2021年。
  19. 長縄光男『ニコライ堂小史——ロシア正教受容160年をたどる（増補新版）』2021年。ISBN 9784910100166
  20. 杉浦敏廣『カスピ海のパイプライン地政学——エネルギーをめぐるバトル』2021年。
  21. 降簱英捷『サハリン、ウクライナ、そして帰郷——ソ連残留日本人の軌跡』2025年。
  22. 前田弘毅、ジョン・ワーデマン『ジョージア・ワイン・ルネサンス——天空と大地の子』2025年。ISBN 9784910100425
  23. 柴田賢『ベラルーシ——寛容と忍耐の歴史のなかで』2025年。ISBN 9784910100449